# Modeste Testas

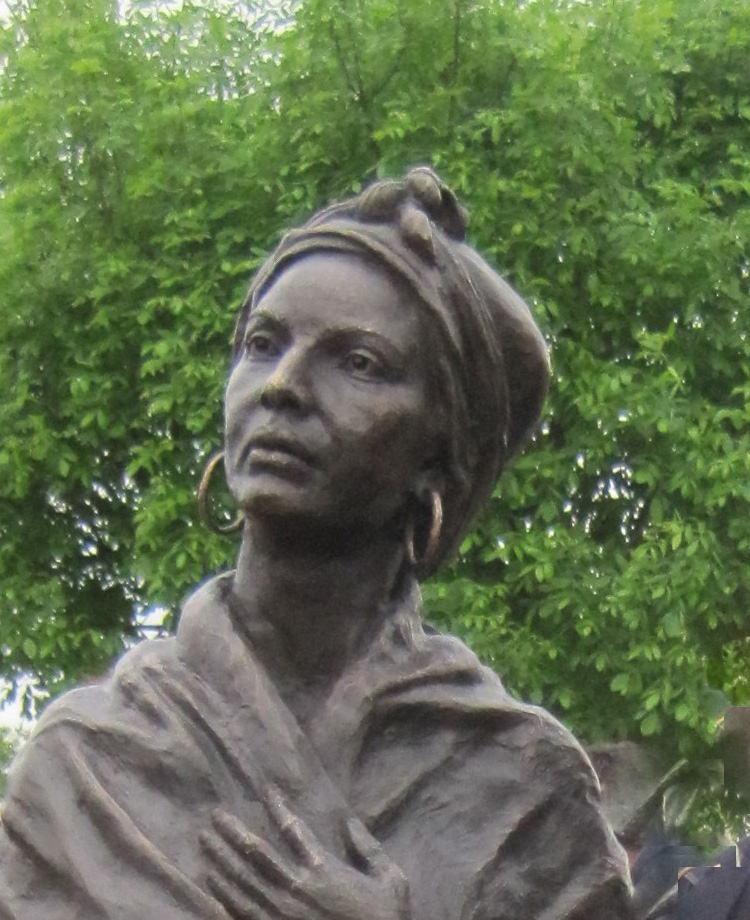
Modeste Testas (Skulptur in Bordeaux, 2019)

Marthe Adélaïde Modeste Testas (* als Al Pouessi um 1765 in Äthiopien; † um 1870 in Haiti) war eine Frau aus Äthiopien, die im Alter von 12 Jahren versklavt wurde. Unter ihren zahlreichen Kindern und Kindeskindern war mit François Denys Légitime auch ein Präsident Haitis. Ein Denkmal in Bordeaux (Stadtteil Chartrons) würdigt ihr Leben stellvertretend für die vor der Französischen Revolution durch Sklaverei Unterdrückten.

## Leben

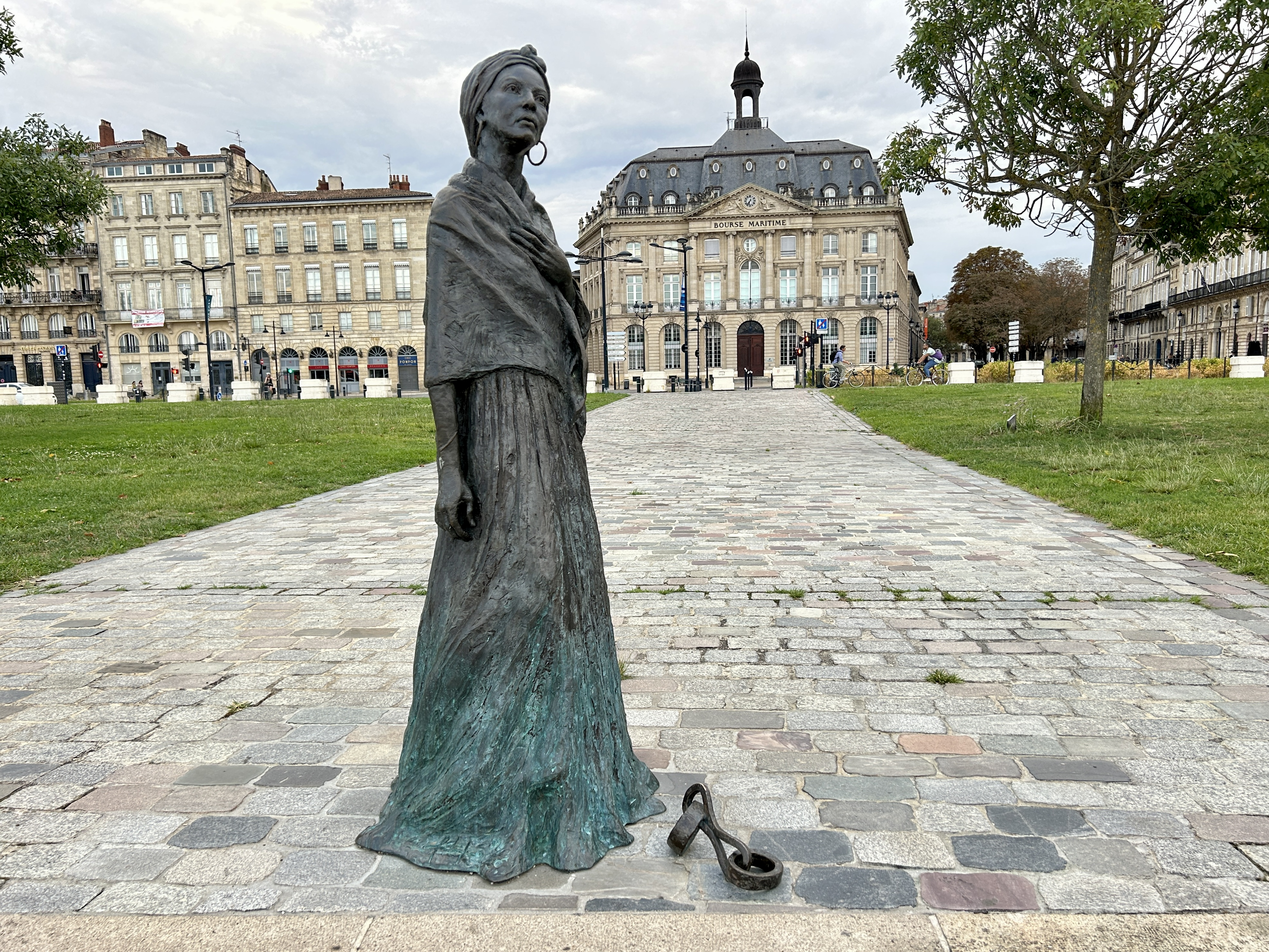
Statue von Modeste Testas vor der Seebörse in Bordeaux

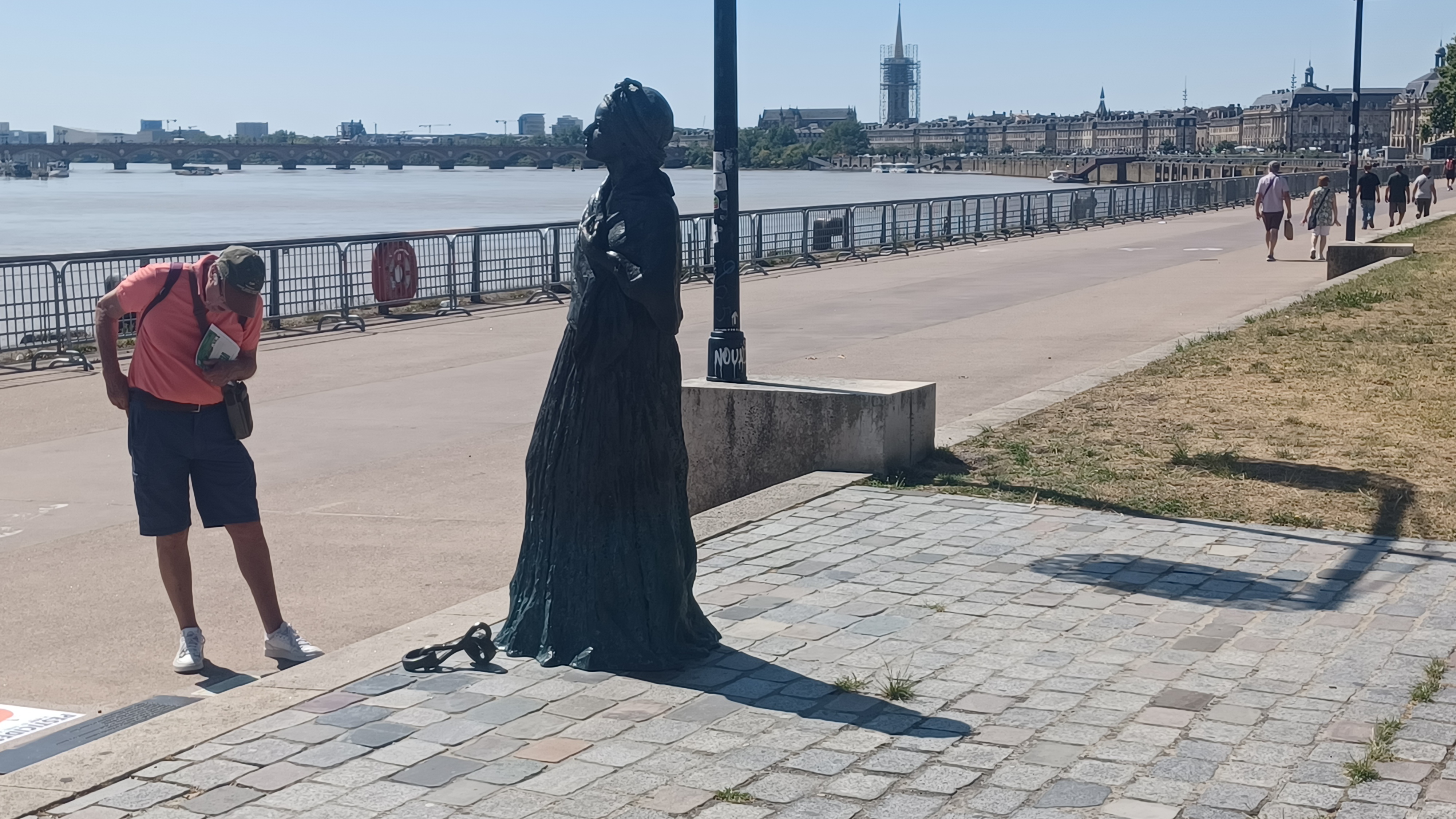
Modeste Testats am Ufer der Garonne, wo einst die Handelsschiffe im Dreieckshandel be- und entladen wurden

Nur aus mündlichen Überlieferungen ihrer Nachkommenschaft ist bekannt, dass Modeste Testas ursprünglich aus dem ostafrikanischen Äthiopien stammte und Al Pouessi hieß. Familiäre Auseinandersetzungen zweier Onkel entrissen sie im Alter von etwa 12 Jahren ihrer Mutter. Im Rahmen des damals blühenden Sklavenhandels wurde sie bis nach Bordeaux deportiert und dort in den Jahren 1778 bis 1781 an die beiden Brüder Pierre und François Testas verkauft, die eine Zuckerrohr- und eine Baumwollplantage in Jérémie in der französischen Kolonie Saint-Domingue besaßen. Sie wurde mit 16 Jahren dorthin verschifft. Man taufte sie und gab ihr einen neuen Namen.
Im Laufe der Jahre bekam sie mehrere Kinder, deren Vater François Testas war. Er verfügte in seinem Testament, dass sie nach seinem Tod freigelassen werden sollte. 1795 brachte er sie zusammen mit anderen Sklaven nach New York, weil es seit dem Einfall der Briten zwei Jahre zuvor unsicher geworden war. Bereits 1791 hatte die Haitianische Revolution im nördlichen Plaine-du-Nord ihren Anfang genommen. In New York erkrankte François Testas und starb wenig später in Philadelphia. Aufgrund seines Testaments erhielt sie nicht nur die Freiheit, sondern erbte auch seinen Besitz in Jérémie. Ihrem Antrag auf Entlassung aus der Sklaverei wurde am 13. Juli 1795 stattgegeben.
Testas heiratete später Joseph Lespérance, einen anderen Sklaven von François Testas, mit dem sie weitere neun Kinder zur Welt hatte, darunter Antoinette Lespérance, die Mutter des späteren haitianischen Präsidenten François Denys Légitime. Modeste Testas starb im Alter von ca. 105 Jahren.

## Würdigung

### Hintergrund
Zwischen dem ausgehenden 18. Jahrhundert und dem Beginn des 19. Jahrhunderts wurden in dem Dreieckshandel Westafrika–Bordeaux–Karibik unter den unmittelbaren Handelsaktivitäten des Hafens von Bordeaux schätzungsweise 150.000 Sklaven verschleppt. Für Frankreich als ehemalige Kolonialmacht mit einem großen Bevölkerungsanteil mit immigratorischem Hintergrund ist das Thema Unterdrückung und Sklaverei hochpolitisch. Zum politischen Diskurs gehören die Umbenennung von Straßen, die Forderung nach finanzieller Wiedergutmachung für die Nachkommen der Unterdrückten und der kritische Umgang mit historischen Persönlichkeiten, die an Menschenhandel, Gewalt und Unterdrückung beteiligt waren. 1998 wird als Höhepunkt der Protestbewegung gegen die von Frankreich begangenen Verbrechen gesehen. In der Folge wurde am 21. Mai 2001 die von Christiane Taubira initiierte Loi Taubira beschlossen, das Menschenhandel und Sklaverei als Verbrechen anerkennt.

### Skulptur
Mit dem 2019 entstandenen Denkmal von Modeste Testas bekennt sich die Stadt Bordeaux zu ihrer Verantwortung als Drehscheibe im Waren- und Menschenhandel. Die Inschrift lautet: „Mit dieser Statue […] ehrt Bordeaux all diese Opfer.“ Nach einer Umfrage, in der die Erinnerungspolitik zu diesem Thema als unzureichend bewertet wurde, machte eine Reflexionskommission dem damaligen Bürgermeister Vorschläge, wie dem angemessen nachzukommen sei. Einer davon war die Errichtung einer Gedenkstätte für Modeste Testas. Die Konfrontation mit ihrer Vergangenheit als Sklavenhalterstadt könne die Erinnerung daran für Bewohner und Besucher von Bordeaux wachhalten, so die Kommission. Die lebensgroße Statue ist ein Werk des haitianischen Künstlers Woodly Caymitte, genannt Filipo. Auch Testas' Tochter Antoinette erhielt auf Beschluss der Stadtverwaltung unter Bürgermeister Alain Juppé 2017 eine öffentlich zugängliche Büste. Im Zusammenhang mit den Vorbereitungen zur 200-Jahr-Feier der Revolution auf Haiti 1989 stieß man auf ein Ölgemälde, nach dem die Statue angefertigt wurde.

### Kritik
Der Historiker Jacques de Cauna, seinerzeit Gründungssekretär am Institut français d’Haïti zur geplanten 200-Jahr-Feier und damit interministerieller Delegierter, äußerte im Dezember 2018 in einem offenen Brief an den Oberbürgermeister von Bordeaux Bedenken und Kritik. Er warf der Planungskommission der Gemeinde „grobe Ungenauigkeit“ in der wissenschaftlichen Wahrnehmung vor. So könne nicht bewiesen werden, dass die Frau tatsächlich aus Abessinien oder überhaupt aus Ostafrika stamme, noch mit welchem Schiff und auf welcher Route die Überfahrt nach Bordeaux stattgefunden habe. Die offizielle Geschichtsschreibung der Stadt sei Geschichtsklitterung. Die Außenwirkung der dargestellten Frau sei so groß, dass man es sich mit einer Konnotation auf alle übrigen unterdrückten Menschen zu leicht mache, sie als „die Frau in Fesseln“ zu ikonisieren. Des Weiteren formuliert er, man könne als erklärenden Text auch schreiben: „Nachkomme eines Sklavenhalters [, der] als philanthropischer Girondist und Verteidiger der Farbigen von den Terroristen guillotiniert“ worden wäre.

## Literarische Rezeption
Modestes Nachfahrin Lorraine Manuel Steed schrieb ihre Lebensgeschichte als Erzählung, indem sie auf zahlreiche Unterlagen der drei zwischen den beiden Frauen liegenden Generationen zurückgriff. Sie stützte sich auf Hinweise, die ihre Großmutter Simone Boucard Rouzier hinterlassen hat, und auf die Schriften ihres Großvaters und Enkel von Modeste Testas, Präsident François Denys Légitime: „Ich konnte in die Vergangenheit reisen und unsere Geschichte besser verstehen. Ich als Genealogin teile meine Reise mit dem Leser mithilfe von Familienpapieren, Archiveinträgen, Treffen mit Historikern, Forschern und Professoren und schreibe, wie ich die Geschichte meiner Vorfahren ans Licht brachte“.

## Namensgeberin
Im Stadtteil Bassins à Flot von Bordeaux wurde 2021 eine neu errichtete Vor- und Grundschule nach Modeste Testas benannt.